# 刺种莕菜
刺种莕菜（学名：Nymphoides hydrophyllum）为龙胆科莕菜属下的一个种。

## 扩展阅读
維基物種上的相關：刺种莕菜